# Automeris louisiana
Automeris louisiana är en fjärilsart som beskrevs av Ferguson och Vernon Antoine Brou 1981. Automeris louisiana ingår i släktet Automeris och familjen påfågelsspinnare. Inga underarter finns listade i Catalogue of Life.